# لو كريستيا

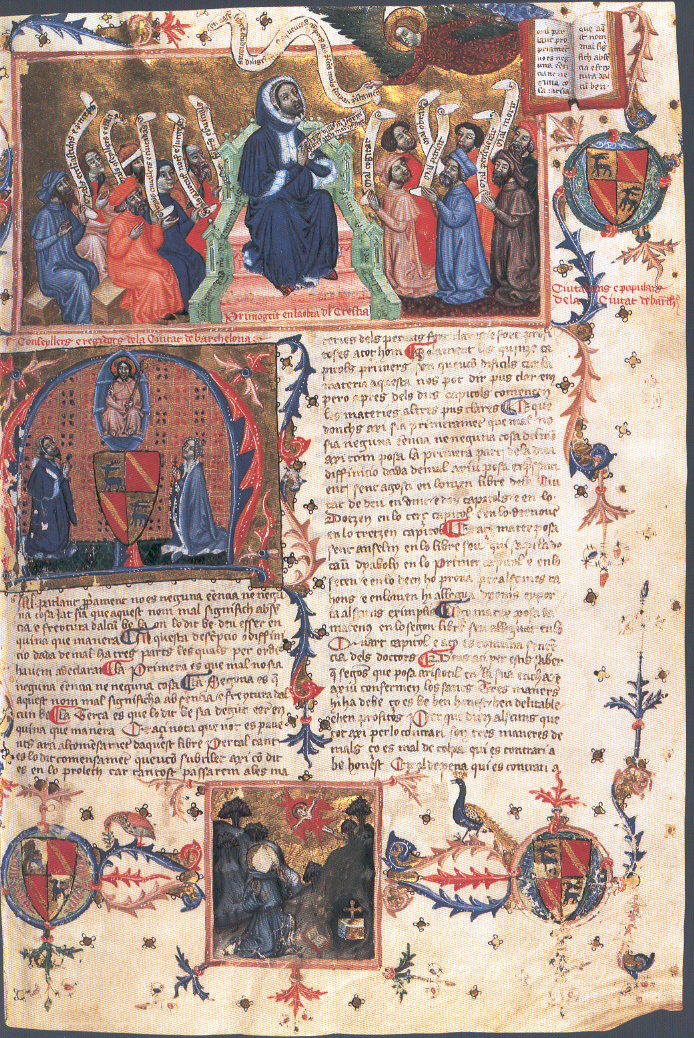

لو كريستيا (بالإسبانية Lo Crestià) هي موسوعة مكتوبة باللغة الكتالونية، برعاية الملك بيتر الرابع ملك أراغون، وكتبها فرانسيسك إيكسيمينيس بين عامي 1379 و1392.

## الموضوع
الغرض الأساسي من تأليف الموسوعة هي توضيح الدين المسيحي للعامة من الناس. ويمكن اعتبار تلك الموسوعة تصويرا لحياة العصور الوسطى.

## أهميتها
يعتبر لو كريستا عمل عالمي يمثل مرحلة هامة في تاريخ الأدب الغربي. وهو خلاصة العصور الوسطى. وهي كذلك إحدى أوائل الأعمال الأدبية التربوية والدينية في أوروبا، تكتب بلغة غير اللاتينية.

## الموضوعات
كان من المخطط للموسوعة أن تحتوي على ثلاثة عشر كتابا. لكن لم يكتب غير أربعة فقط، ثلاثة تتناول المسائل الدينية والأخلاقية ورابع يتناول السياسية والحكومة المثالية.